# 蒙克福什市镇
蒙克福什市镇（瑞典語：Munkfors kommun）是瑞典中西部韦姆兰省的一个市镇。其治所位于蒙克福什。